# Adriano Romero Cachinero
Adriano Romero Cachinero (Villanueva de Córdoba, 1902 - París, 1979) fou un polític comunista espanyol. Treballà com a periodista i milità en el PCE. Fou elegit diputat del Front Popular per la província de Pontevedra a les eleccions generals espanyoles de 1936. Durant la guerra civil espanyola va dirigir un batalló de milicians amb Antonio Pretel Fernández que el juliol de 1936 acabà amb la sublevació militar a Motril i Guadix; també fou governador civil de Múrcia de desembre de 1936 a gener de 1937. Quan acabà la guerra va fugir a França, d'on ja no va tornar.